# X-Ray Spex
X-Ray Spex fue una banda inglesa de punk originaria de Londres y formada en 1976.
Durante su primera formación (1976–79), X-Ray Spex se desempeñó como una banda "deliberadamente mediocre" logrando publicar tan solo cinco sencillos y un álbum. Sin embargo, su primer sencillo titulado Oh Bondage Up Yours! es considerado actualmente como un clásico del punk rock y su álbum, Germfree Adolescents, fue extensamente aclamado como un clásico del género punk.

## Carrera
Inicialmente la banda fue constituida por la vocalista Poly Styrene (nacida Marianne Joan Elliott-Said) como voz principal, Jak Airport (Jack Stafford) en guitarra, Paul Dean en bajo, Paul 'B. P.' Hurding en batería y Lora Logic (nacida Susan Whitby) en saxofón. El último instrumento fue una adición atípica a la alineación instrumental estándar del punk, y más tarde se convirtió en una de las características distintivas del grupo.
Otro de los elementos musicales distintivos de la banda fue la voz de Poly Styrene, descrita en numerosas ocasiones como "efervescentemente discordante" y "con suficiente potencia como para perforar laminas de metal" Acreditada como Mari Elliot, Poly publicó un sencillo de reggae para GTO Records en 1976, titulado Silly Billy. Nacida en 1957 (Bromley, Kent) y con ascendencia somalí e inglesa, Poly se convirtió en el rostro de la banda y continúa siendo una de las mujeres vocalistas más memorables en surgir del movimiento punk. Poco ortodoxa en su apariencia, ella utilizaba una llamativa ortodoncia de brackets metálicos, y una vez declaró "He dicho que no soy un símbolo sexual, y si alguien intenta convertirme en uno me afeitaría la cabeza al día siguiente." Más tarde en 1978  lo hizo (afeitar su cabeza) en el apartamento de Johnny Rotten antes de un concierto en Victoria Park. Mark Paytress recuerdó en las notas adicionales del álbum recopilatorio del 2002, The Anthology, que Jah Wobble, amigo de Rotten y bajista de su grupo post-punk PiL, una vez se refirió a Styrene como "una muchacha extraña que a menudo hablaba de alucinaciones. Ella asustaba a John." Rotten, quien es reconocido por sus demostraciones públicas de desagrado y desdén más que por sus manifestaciones de admiración y aprecio, recientemente afirmó en un documental retrospectivo de X-Ray Spex: "Ellos vinieron con un sonido, una actitud y una energía completa que -no estaba relacionado con nada de lo que se encontraba alrededor- fue magnífico."
Styrene fue inspirada a formar un grupo musical después de presenciar un concierto de Sex Pistols en Hastings y, a través de sus actuaciones en vivo, ella y X-Ray Spex se transformaron en uno de los actos más renombrados de la escena punk. La banda actuó dos veces en el club punk The Roxy durante sus primeros 100 días. En marzo tocaron junto a The Drones y Chelsea. En abril compartieron el escenario con Buzzcocks, Wire, y Johnny Moped. Su primera actuación en el Roxy fue su segunda presentación en vivo. Fueron grabados y su himno Oh Bondage Up Yours! fue incluido en el álbum de gran influencia Live at the Roxy WC2.
Poly Styrene falleció el 25 de abril del 2011.

## Discografía

### Álbumes
- Germfree Adolescents (noviembre de 1978: EMI International, INT 3023) - # 30 UK Albums Chart[21]
- Live At The Roxy (marzo de 1991: Receiver, RRCD 140); grabaciones en vivo de 1977
- Conscious Consumer (octubre de 1995: Receiver)
- Live @ the Roundhouse Londres 2008 (noviembre de 2009: Year Zero, YZCDDVD01); CD y DVD del concierto en vivo en septiembre del 2008

### Sencillos
- "Oh Bondage Up Yours!" / "I Am A Cliché" (septiembre de 1977: Virgin Records, VS 189); también publicado como Vinilo de 12" (VS 189-12)
- "The Day The World Turned Day-Glo" / "I Am A Poseur" (marzo de 1978: EMI International, INT 553) - No. 23 UK Singles Chart[21]
- "Identity" / "Let’s Submerge" (julio de 1978: EMI International, INT 563) - No. 24 UK
- "Germfree Adolescents" / "Age" (octubre de 1978: EMI International, INT 573) - No. 19 UK
- "Highly Inflammable" / "Warrior In Woolworths" (abril de 1979: EMI International, INT 583) - No. 45 UK

### Apariciones en compilaciones de varios artistas (selectivas)
Menciones de las apariciones varias en álbumes recopilatorios de otros artistas mencionados en el artículo principal:
- "Oh Bondage, Up Yours!" presentado en The Roxy London WC2 (24 de junio de 1977: Harvest Records SHSP4069) - No. 24 UK Albums Chart[22]
- "Let's Submerge" featured on the Hope & Anchor Front Row Festival (marzo 1978: Warner Bros K66077 - double album) UK No. 28